# Droga ekspresowa R8 (Słowacja)
Droga ekspresowa R8 (słow. rýchlostná cesta R8) - planowana droga ekspresowa na terenie Słowacji. Połączy Nitrę (R1) z miejscowością Bánovce nad Bebravou (R2) Rozpoczęcie budowy drogi przewiduje się po 2025 roku. Będzie poprowadzona korytarzem istniejącej drogi krajowej I kategorii nr 64. Została wpisana na listę dróg ekspresowych wraz z wejściem w życie ustawy Prawo o ruchu drogowym 1 lutego 2009 roku.

## Przebieg
- Nitra (R1)
- Topolczany
- Bánovce nad Bebravou (R2)